# 邑久站

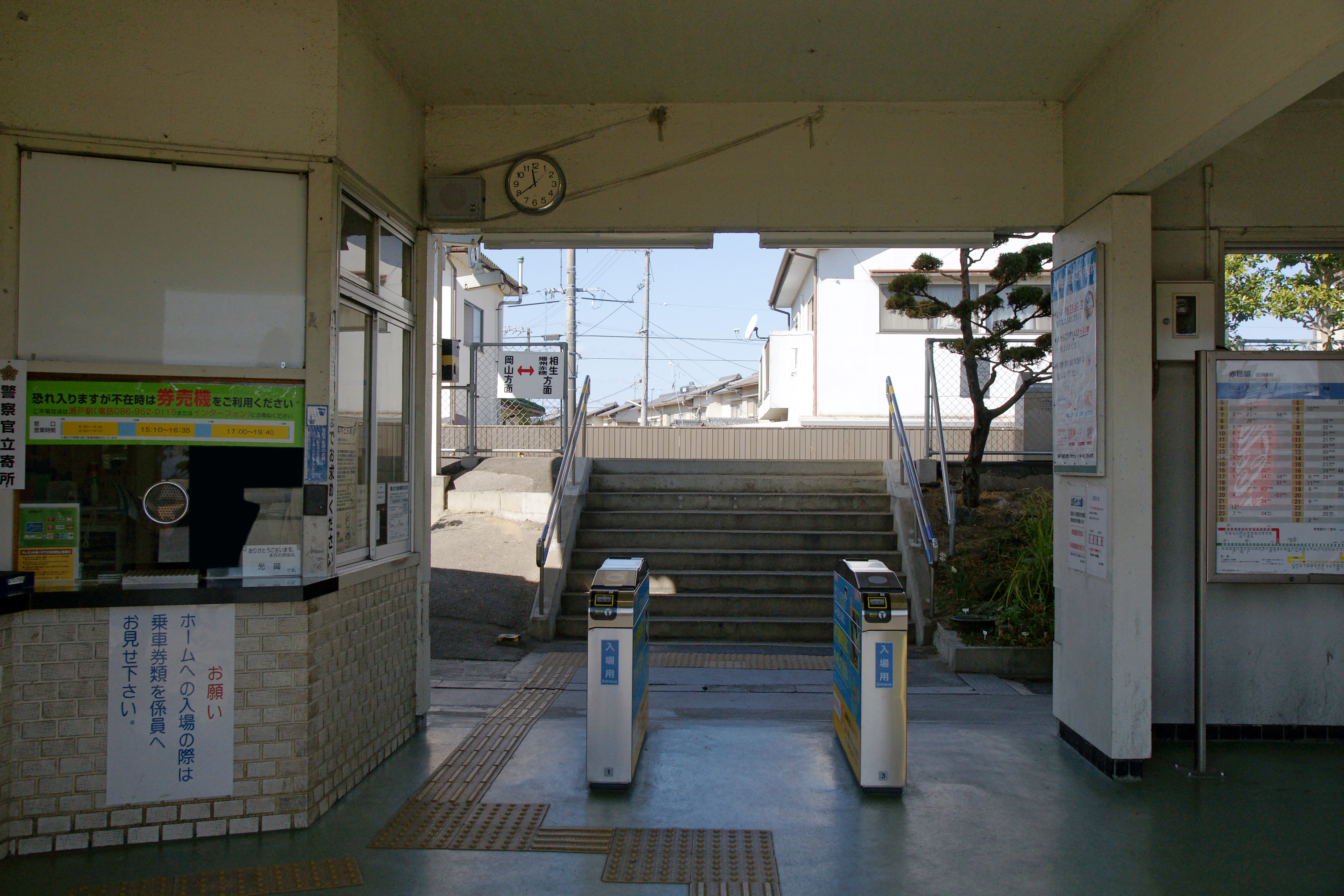
驗票口（2010年2月）

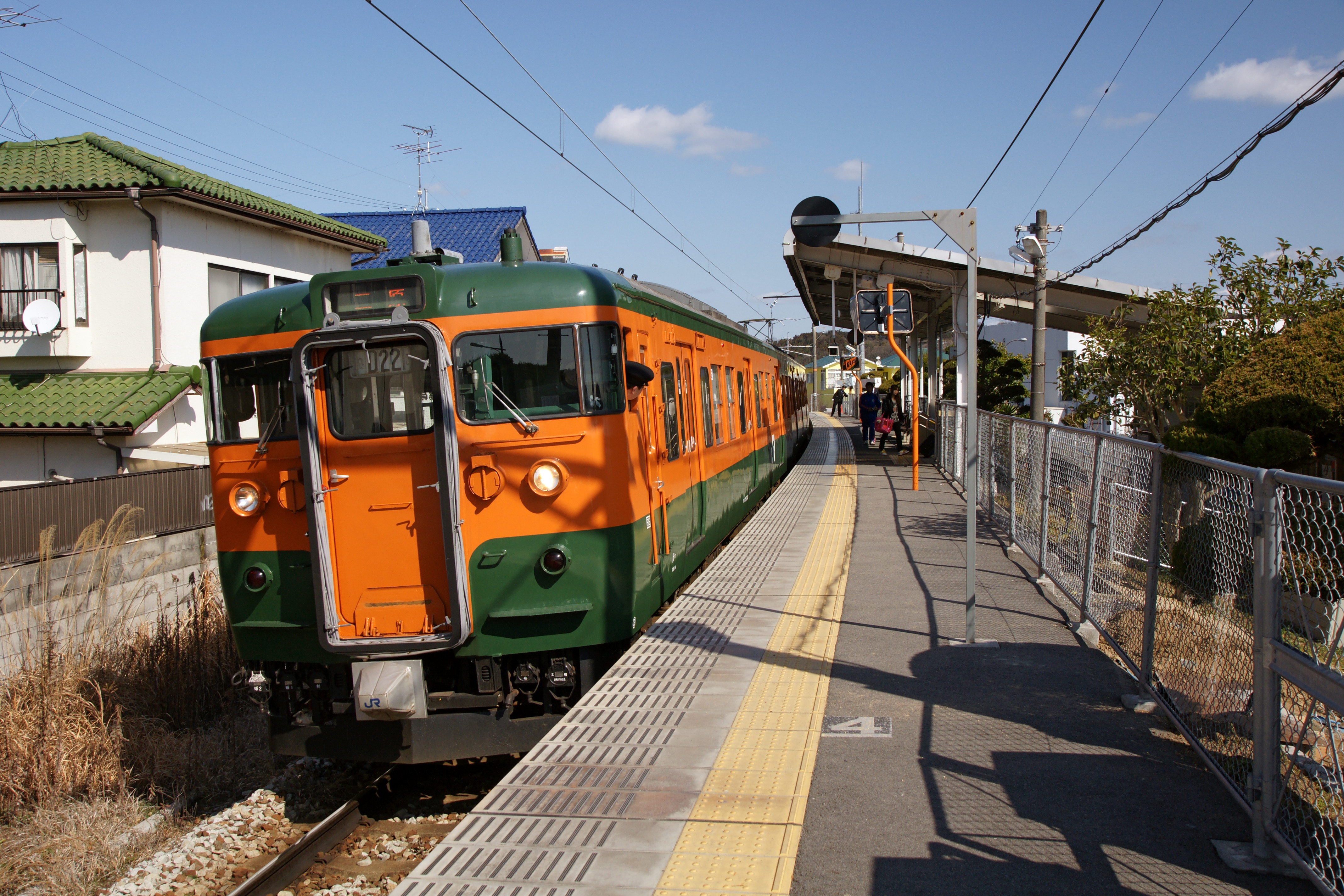
月台（2010年2月）

邑久站（日语：／ Oku eki */?）是位於岡山縣瀨戶內市邑久町山田庄，西日本旅客鐵道（JR西日本）赤穗線的車站。車站編號為「JR-N08」。

## 歷史
- 1962年（昭和37年）9月1日 - 赤穗線伊部站至東岡山站之間開業，此站啟用。
  - 當時車站地址為岡山縣邑久郡邑久町（日语：邑久町）山田庄。
- 1987年（昭和62年）4月1日 - 伴隨國鐵分割民營化，車站由西日本旅客鐵道（JR西日本）營運。
- 1992年（平成4年）11月1日 - 綠色窗口開始營業[1]
- 2004年（平成16年）11月1日 - 隨著瀨戶內市成立，車站地址為岡山縣瀨戶內市邑久町山田庄。
- 2007年（平成19年）
  - 8月1日 - 引入可支援ICOCA的簡易型自動閘機（日语：簡易型自動改札機）。
  - 9月1日 - 此站可以使用ICOCA。

## 車站構造
本站是地面車站，設有1面1線的單式月台，岡山方向與播州赤穗方向的列車使用同一月台，岡山方向的列車會開啟左邊車門。月台與閘口之間設有斜道，可供輪椅人士使用。
此站是由東岡山站管理，並委托JR西日本岡山MAINTEC負責車站業務，為業務委託車站。車站設有綠色窗口（在部分時間暫停營業）。車站可使用ICOCA（以及互相使用的IC卡）。車站設有簡易自動閘機，在下車時只需把普通乘車票交給車站職員，在沒有車站職員時，只需把普通乘車票投入閘口旁的收集箱內。

## 使用狀況
以下為近年1日平均乘車人次列表：
| 乘車人次變化 | 乘車人次變化    |
| 年度         | 1日平均乘車人次 |
| ------------ | --------------- |
| 1999         | 1,777           |
| 2000         | 1,841           |
| 2001         | 1,871           |
| 2002         | 1,830           |
| 2003         | 1,810           |
| 2004         | 1,741           |
| 2005         | 1,715           |
| 2006         | 1,664           |
| 2007         | 1,672           |
| 2008         | 1,667           |
| 2009         | 1,654           |
| 2010         | 1,646           |
| 2011         | 1,652           |
| 2012         | 1,663           |
| 2013         | 1,688           |
| 2014         | 1,653           |
| 2015         | 1,745           |
| 2016         | 1,751           |
| 2017         | 1,769           |
| 2018         | 1,798           |

## 車站周邊
車站前設有迴旋路，該處設有巴士路線前往牛窗、蟲明、西大寺方向（由東備巴士營運），也經常設有的士等待乘客。車站周邊設有收費停車場、免費停泊單車場、以及無人當值的觀光資訊站。車站附近設有超級市場與一些商店。為瀨戶內市中心車站。
- 瀨戶內市政廳
- 瀨戶內市立瀨戶內市民醫院（日语：瀬戸内市立瀬戸内市民病院）
- 岡山縣立邑久高等學校（日语：岡山県立邑久高等学校）
- 瀨戶內警署（日语：瀬戸内警察署 (岡山県)）尾張駐在所
- 邑久郵局（日语：邑久郵便局）
- 中國銀行邑久分店
- 備前日生信用金庫（日语：備前日生信用金庫）邑久分店・邑久中央分店
- 岡山市農業協同組合（日语：岡山市農業協同組合）邑久分所
- youme Town邑久（日语：ゆめタウン邑久）
- HALOWS（日语：ハローズ）邑久店
- 旬鮮市場BASIC邑久站前店
- 西松屋（日语：西松屋）瀨戶內邑久店
- EDION（日语：エディオン）瀨戶內店
- 眼鏡之三城（日语：三城）邑久站前店
- 山田電機Teccland瀬戸内店
- 岡山縣道223號箕輪尾張線（日语：岡山県道223号箕輪尾張線）
- 岡山縣道224號瀬西大寺線（日语：岡山県道224号瀬西大寺線）

## 巴士路線
- 東備巴士（日语：東備バス）（兩備控股公司（日语：両備ホールディングス）子公司）
  - 西大寺（日语：西大寺バスセンター）方向　邑久站⇒經大富、射越前往西大寺巴士中心
  - 牛窗（日语：牛窓）方向　邑久站⇒經瀨戶內市民醫院入口（日语：瀬戸内市立瀬戸内市民病院）、夢二生家、津行、紺浦前往牛窗
  - 蟲明（日语：虫明）方向　邑久站⇒經瀨戶內市民醫院、夢二生家、尻海、蟲明、瀨溝前往愛生園（日语：国立療養所長島愛生園）
- 瀨戶內市營巴士
  - 牛窗方向　邑久站⇒經瀨戶內市民醫院、山田入口 夢二生家前、尾之村、橫尾入口、師樂前往牛窗
  - 西脇方向　邑久站⇒經瀨戶內市民醫院、圓張、下山田、千手、子父雁前往西脇海灘
  - 長船方向　邑久站⇒經瀨戶內市民醫院、水落、飯井・山田前往長船站

## 相鄰車站
西日本旅客鐵道
 赤穗線
長船（JR-N09）－邑久（JR-N08）－大富（JR-N07）

## 注腳
1. ↑  《JR時刻表》1992年11月號、12月號
2. ↑  岡山縣統計年報

## 外部連結
- 邑久｜車站資訊：JR出門網 - 西日本旅客鐵道